# (4184) Бердяев
(4184) Бердяев (лат. Berdyayev) — типичный астероид главного пояса, открыт 8 октября 1969 года советским астрономом Людмилой Черных в Крымской астрофизической обсерватории и 27 июня 1991 года назван в честь русского философа Николая Бердяева.

## Обнаружение и именование
(4184) Бердяев
Открыт 8 октября 1969 года в Научном Л. И. Черных.
Назван в честь известного русского философа Николая Александровича Бердяева (1874—1948).
Оригинальный текст (англ.)4184 Berdyayev
Discovered 1969-10-08 by Chernykh, L. I. at Nauchnyj.
Named in honor of the famous Russian philosopher Nikolaj Aleksandrovich Berdyayev (1874—1948).
Источники: DISCOVERY.DB; M.P.C. 18456.

## Орбита

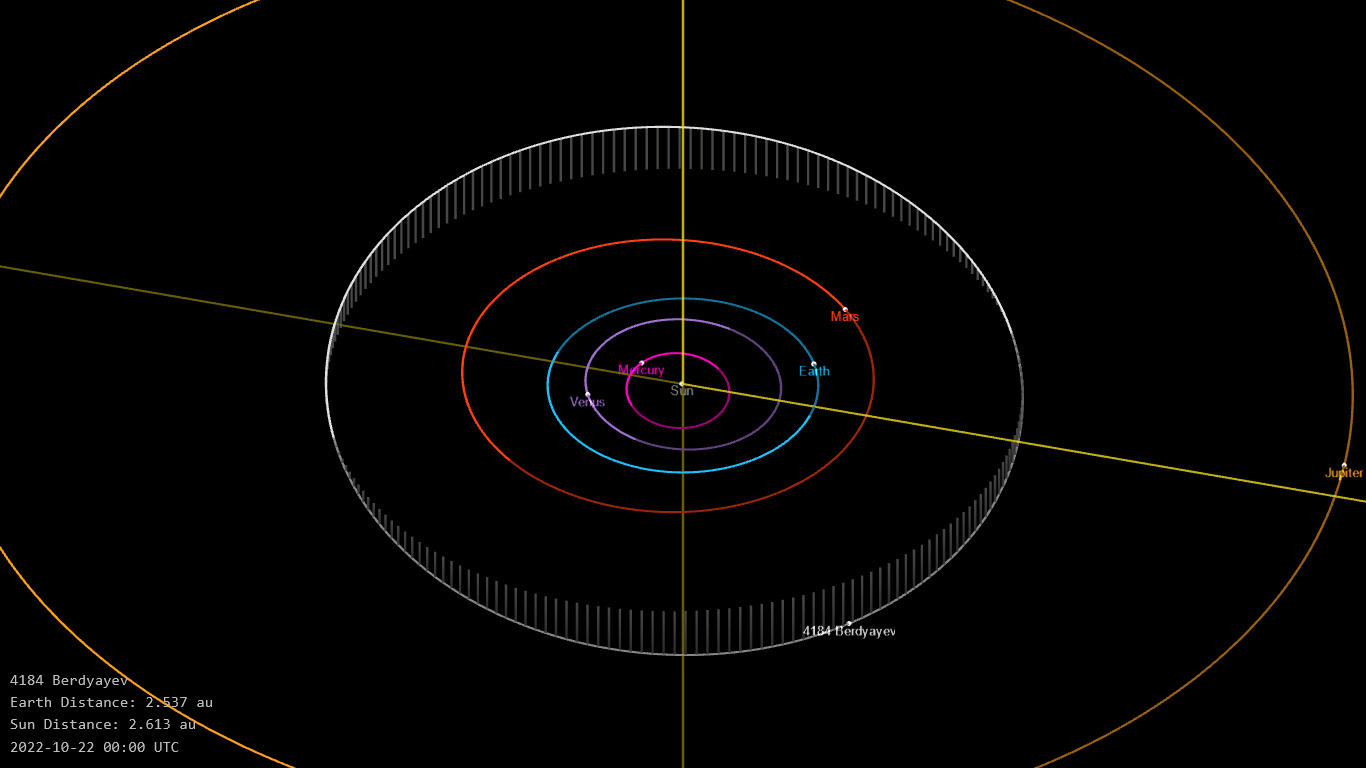
Орбита астероида Бердяев и его положение в Солнечной системе

## Физические характеристики
Из наблюдений телескопа VISTA следует, что астероид относится к таксономическому классу C.
По результатам наблюдений в видимом и ближнем инфракрасном диапазоне космического телескопа NEOWISE диаметр астероида оценивается равным 7,568±0,571 км. Согласно тому же источнику альбедо оценивается как
0,213±0,036.